# Loma Ochiputur
La loma Ochiputur es una loma costera ubicada en el distrito de Salaverry en la provincia de Trujillo, La Libertad, Perú.  Se encuentra clasificada dentro de la Lista de Ecosistemas frágiles del Servicio Nacional Forestal y de Fauna Silvestre (SERFOR), del Ministerio de Desarrollo Agrario y Riego (MINAGRI).

## Ubicación geográfica
De acuerdo a la agencia cartográfica nacional de Perú la loma del Cerro Ochiputur se ubica en el distrito de Salaverry, provincia de Trujillo, región La Libertad; constituyéndose en una de las 7 lomas costeras de la región de La Libertad.

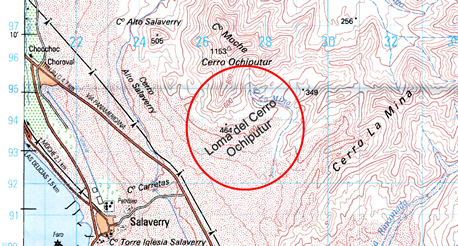
Loma Ochiputur

### Delimitación
La Loma ochiputur se ubica entre los 200 a 1000 m s.n.m. La delimitación realizada por el SERFOR, en base a criterios de cobertura natural, ha dado por resultado una propuesta preliminar que abarca un área de 883,75 ha.

## El Paisaje
A causa del cambio climático, entre otros, la Loma Ochiputur suele estar desactivada. Desde la Panamericana Norte se puede observar las candentes dunas de arena que cubren las faldas del cerro Ochiputur. Sin embargo, en casos excepcionales, como el Fenómeno del Niño, suele activarse el ecosistema. Las precipitaciones pluviales del El Niño (fenómeno) Costero del 2017 causaron deslizamientos de tierra en una de las quebradas del cerro Ochiputur, así como también el embalsamiento de antiguos cauces de agua.

Los paisajes de la Loma Ochiputur
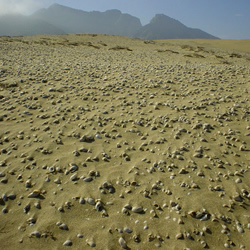
Paisaje generalizado de la Loma Ochiputur.
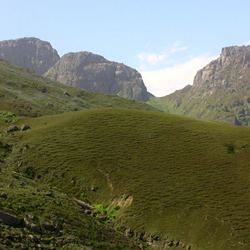
La Loma Ochiputur activada, invierno 2014
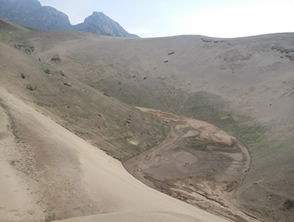
Las lluvias del Niño Costero causaron embalses de agua en la Loma Ochiputur.

## Biodiversidad
Al igual que otros ecosistemas frágiles, en La Libertad y el Perú, los estudios son escasos acerca de la loma Ochiputur. No obstante, las investigaciones realizadas nos permiten conocer su vegetación, flora, fauna silvestre y la ocupación cultural. 

### Tipología
A causa de su emplazamiento geográfico y de acuerdo a los investigadores, la loma Ochiputur albergaría tres tipos de lomas:
1. Loma de matorral y yerbas
2. Loma de suculentas, y
3. Loma de plantas xerofíticas y semixerofíticas

### Flora
Las investigaciones realizadas, tanto por investigadores independientes, así como también por organismos del Estado peruano, dan por resultado una vegetación y flora, a pesar de las condiciones climáticas adversas, muy rica y diversa: 15 familias, 29 géneros y 34 especies de vegetales.

### Fauna
Para la fauna las investigaciones indican la existencia de 3 clases, 10 familias y 11 especies de vertebrados.
|                            |
| Hembra de Rhodopis vesper. |

|                           |
| Flor de Mentzelia scabra. |

## Ocupación cultural
Considerando que las lomas costeras existían en varias áreas del actual desierto peruano y, tal como sostiene Frederic Engel,—quien indica que el clima y el paisaje hace 10 000 años—  es innegable la ocupación cultural en la loma Ochiputur desde el periodo Lítico hasta incluso el siglo XX.  En efecto, de acuerdo con Santiago Uceda Castillo, el uso de las lomas losteras se remontaría al Holoceno. La evidencia arqueológica, por ejemplo, halladas en otras Lomas costeras confirmaría que la cercanía al mar y, evidentemente, los recursos de las lomas fueron las razones principales  por la cual  estos grupos ocuparían estos ecosistemas.
Las investigaciones arqueológicas realizadas en la loma Ochiputur  han arrojado datos importantes acerca de la ocupación cultural de esta área. El material arqueológico se manifiesta en:
- Caminos arqueológicos
- Canteras, talleres y campamentos del periodo Lítico - Ocupación del Paijanense
- Abrigos rocosos
- Quilcas (pictogramas y geoquilcas)

Evidencia arqueológica de la ocupación cultural
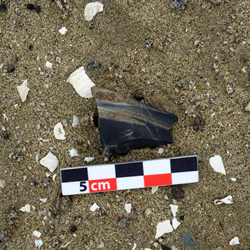
Hallazgos recientes pertenecientes al periodo Lítico
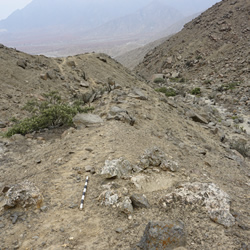
Camino arqueológico en la loma Ochiputur
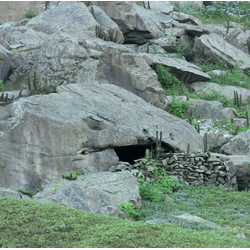
Abrigo rocoso en la loma Ochiputur

## Estado de conservación
De acuerdo a las investigaciones, la fragilidad es una característica inherente a los ecosistemas de lomas costeras y la única manera de ser observable es a través del resultado de los disturbios, naturales o antropogénicos, que actúan sobre el ecosistema. Por otro lado, la fragilidad esta íntimamente relacionada con las características intrínsecas del ecosistema, y con el grado de peligro al que está expuesto.
Los resultados del trabajo de campo del SERFOR realizados en la loma Ochiputur identifican dos amenazas: la contaminación por residuos sólidos y la expansión urbana. Sin embargo, en el informe reportado no se visualiza los otros peligros que amenazan la biodiversidad y los vestigios arqueológicos.
Varios sectores de la loma Ochiputur son utilizados como circuitos privados de motocross y cuatrimotos. De otro lado, la expansión de la frontera agrícola y la creación de nuevas urbanizaciones en la pampa de Salaverry, que ecológicamente es parte del ecosistema de lomas costeras, han causado que se cierre el acceso para los investigadores.
| Amenazas presentes      | Magnitud | Duración   | Extensión |
| ----------------------- | -------- | ---------- | --------- |
| Motocross y cuatrimotos | Alta     | Estacional | Puntual   |
| Residuos sólidos        | Media    | Permanente | Puntual   |
| Expansión urbana        | Media    | Permanente | Puntual   |

Peligros latentes en la Loma Ochiputur
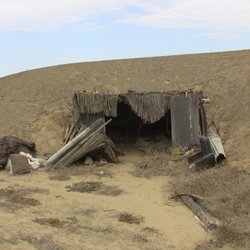
El tráfico ilegal de terrenos es un peligro inminente en la Loma Ochiputur.
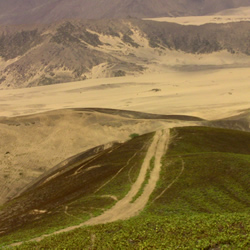
Huellas de las cuatrimotos y motocross que hacen de la Loma su circuito privado.